# Catacumba de Trasão
A Catacumba de Trasão (em italiano: Catacomba di Trasone) é uma catacumba romana localizada na Via Salaria perto do cruzamento da Via Yser, no quartiere Parioli.

## Topônimo
O nome desta catacumba, como ocorre na maior parte das catacumbas romanas, deriva do nome do proprietário ou do fundador do cemitério: Trasão era um rico cidadão romano da época do imperador romano Diocleciano (r. 284–305), convertido ao cristianismo e citado na hagiografia (em latim: Passio) de Santa Susana. Nas fontes antigas, esta catacumba era chamada também de "Coemeterium Thrasonis ad s. Saturninum", uma referência ao principal mártir enterrado ali; os restos de uma basílica ainda eram visíveis no final do século XVI.

## História
A origem destas catacumbas está no século III. Acima do nível do solo foi construída uma basílica dedicada a São Saturnino, a mesma atestada pelo Liber Pontificalis na hagiografia do papa Félix IV (526-530), na qual se afirma que o pontífice refez as fundações; outras restaurações foram realizadas pelo papa Adriano I (772-795) e pelo papa Gregório IV (827-844). Os itinerários dos peregrinos, em particular a Notitia ecclesiarum urbis Romae (conhecido também como "Itinerario di Salisburgo" por ter sido descoberto em um códice em Salisburgo, hoje conservado na Biblioteca Nacional de Viena), falam de uma basílica hipogeia dedicada aos mártires Crisante e Dária.
Já em época moderna, o primeiro a descobrir e entrar na catacumba foi Antonio Bosio no final do século XVI: nos restos da Basílica de São Saturnino, chamada na época de "Basílica de Santa Citrônia"), havia uma passagem, hoje desmoronada, que levava até as galerias subterrâneas. A mesma descoberta foi feita em 1629 por Torrigio. Como aconteceu na maior parte das catacumbas romanas, esta também foi devastada nos séculos XVII e XVIII pelos chamados corpisantari, caçadores de relíquias para revenda, e ladrões de túmulos. Escavações e estudos mais sérios só foram realizados no local a partir de 1966.

### Martírio de Trasão
O santo mais famoso sepultado nestas catacumbas é São Saturnino: o Cronógrafo de 354 ("Depositio martyrum"), na data de 29 de novembro, relembra que a sepultura do mártir no cemitério da Via Salaria. Saturnino era originário de Cartago, exilado em Roma durante a perseguição do imperador Décio (249-251) e morto durante a perseguição ordenado pelo imperador Valeriano entre 257 e 258.
O "De locis sanctis martyrum quae sunt foris civitatis Romae", outro itinerário para peregrinos do final do século VII, conta que no cemitério de Trasão estavam sepultados 72 mártires. Finalmente, o Martyrologium Hieronymianum indica, no dia 121 de agosto, o sepultamento dos santos mártires Crisante e Dária. Nenhum vestígio foi encontrado de nenhum destes santos.

## Descrição
A entrada para a catacumba na Via Salaria se dava através de um pequeno túmulo. Sua origem era uma pedreira de arenito transformada em cemitério: a partir dela se desenvolveu uma rede de galerias subterrâneas dispostas em cinco pisos subsolo, uma das mais profundas catacumbas de Roma. O complexo se estende quase que completamente abaixo da Villa Grazioli e seu parque, apesar de uma clarabóia natural ser visível no pátio da Palazzina Reale da Villa Ada.
A partir do atual acesso se chega ao primeiro nível da catacumba; o segundo corresponde à antiga pedreira de arenito a partir da qual se chega aos níveis inferiores. De particular importância são os dois afrescos que permitem datar o complexo como um todo: um representa o episódio bíblico de Moisés que bate na rocha para fazer verter água e o outro com duas cenas do livro de Jonas: estes afrescos, localizados no quarto nível, são do século III ou início do IV. Já no segundo nível, entre as várias inscrições recuperadas, está uma dedicada a uma tal Severa, de 269 a.C.